# Danmarks Forsknings- og Innovationspolitiske Råd
Danmarks Forsknings- og Innovationspolitiske Råd (DFiR) har til formål at fremme udviklingen af dansk forskning, teknologiudvikling og innovation til gavn for samfundet. Rådet har ansvar for at give uddannelses- og forskningsministeren, Folketinget og øvrige ministre uafhængig og sagkyndig rådgivning om forskning, teknologiudvikling og innovation på et overordnet niveau, herunder om kommende behov. Rådet skal inddrage relevante nationale og internationale erfaringer og tendenser i sin rådgivning, der skal være baseret på dokumentation, undersøgelser, analyser og evalueringer inden for forskning, teknologiudvikling og innovation. Formand og otte medlemmer er alle udpeget af uddannelses- og forskningsministeren i deres personlige egenskab. Beskikkelsesperioden er tre år med mulighed for genudpegning i endnu én treårig periode. Rådet sekretariatsbetjenes af en særlig enhed, der er placeret i Uddannelses- og Forskningsministeriet. Formand for DFiR er professor Frede Blaabjerg, Aalborg Universitet. Sekretariatschef er Thomas Trøst Hansen.